# Периодично издание
Периодично издание в издателската дейност е издание, (обикновено печатно), което излиза с определена периодичност. Съвкупността от периодичните издания се нарича периодика.
Най-разпространените форми на периодика са:
- вестник;
- списание;
- ежегодник;
- научно списание;
- алманах;
- реферативен сборник;
- библиографски указател;
- информационен бюлетин;
- справочник;
- литературно списание.